# Accesso facilitato
Accesso facilitato è una opzione dei sistemi operativi Windows il cui scopo è di facilitare l'accesso del computer agli utenti che hanno problemi con la normale interfaccia.
Le possibilità di modifica sono le seguenti:
- Microsoft Magnifier, che permette di ingrandire qualunque parte dello schermo
- Tastiera su schermo
- Assistente vocale, che legge i nomi dei file (finora disponibile solo in Inglese)
- Contrasto elevato, che colora lo schermo con elementi contrastanti in modo da riconoscere le varie icone.